# Gui (archevêque de Rouen)
Pour les articles homonymes, voir Francon et Gui.
Gui est un archevêque de Rouen qui, selon les versions, a baptisé Rollon.

## Biographie
Il est présent en 900 à un synode réuni à Reims, qui voit l’excommunication de Baudouin II de Flandre, assassin du prédécesseur d'Hervé de Reims, Foulques le Vénérable.
De nombreux échanges de courriers ont lieu entre Gui et Hervé avec qui il est en étroite liaison, et en 909, il assiste au concile de Trosly, réuni à la demande d'Hervé de Reims, et qui propose d'octroyer un territoire aux Vikings.